# Cryptocarya velutinosa
Cryptocarya velutinosa är en lagerväxtart som beskrevs av André Joseph Guillaume Henri Kostermans. Cryptocarya velutinosa ingår i släktet Cryptocarya och familjen lagerväxter. Inga underarter finns listade i Catalogue of Life.